# Urbain Chevreau

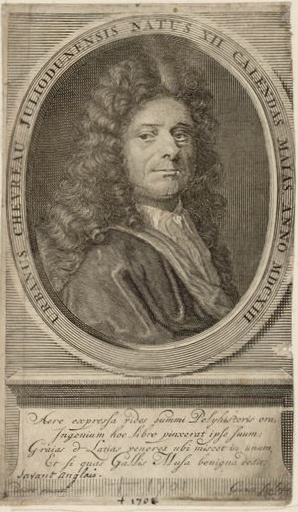
Urbain Chevreau

Urbain Chevreau (* 20. April 1613 in Loudun; † 15. Februar 1701 ebenda) war ein französischer Schriftsteller, Historiker, Romanist und Grammatiker.

## Leben und Werk
Chevreau wuchs in Loudun auf und studierte Rechtswissenschaft in Poitiers. Er hielt sich von 1637 bis 1652 abwechselnd in Loudun und Paris auf. Von 1652 bis 1655 war er in Holland und Schweden (im Umkreis der Königin Christine). Von 1663 bis 1675 lebte Chevreau unstet in Deutschland. Er spielte u. a. eine Rolle in der Anbahnung der Hochzeit von Liselotte von der Pfalz mit dem Bruder Ludwig XIV., Philippe I. de Bourbon, duc d’Orléans.  Bis 1685 war er wieder überwiegend in Paris (u. a. als Miterzieher von Louis Auguste I. de Bourbon, duc du Maine), ab 1686 dann endgültig in Loudun, wo er eine reiche Bibliothek hinterließ.
Chevreau veröffentlichte acht Theaterstücke (1637–1641), zwei Romane (1644–1656), mehrere moralisch-philosophische Traktate, Dichtung, eine Weltgeschichte (1686), Briefe, sowie 1660 (in der Nachfolge von Claude Favre de Vaugelas) puristische Anmerkungen zu den Gedichten von François de Malherbe, die sprachwissenschaftliches Interesse fanden und ihn in die Schar der Herausbilder des klassischen Französisch einreihen.
Chevreau lebte ein Literaten- und Gelehrtenleben nach Art des 17. Jahrhunderts. Wenn er nicht Mitglied der Académie française wurde, dann offenbar wegen seiner überwiegenden Abwesenheit von Paris. Er hatte aber das Glück, zu Beginn des 20. Jahrhunderts  in Gustave Boissière einen gewissenhaften Biografen und Leser aller seiner zahlreichen Schriften zu finden.
In Loudun trägt eine Straße seinen Namen.

## Werke (Auswahl)
- Scanderberg, 2 Bde., Paris 1644 (historischer Roman über Skanderbeg)
- Remarques sur les poésies de Malherbe, Saumur 1660; hrsg. von Gustave Boissière, Niort 1909, Genf 1989
- Histoire du monde, 2 Bde., Paris 1686, 1689, 1717
- Oeuvres meslées de monsieur Chevreau, 2 Bde., Den Haag 1697
- Chevraeana ou diverses pensées d’histoire, de critique, d’érudition et de morale, 2 Bde., Paris 1697–1700